# كمال الجنزوري
كمال الجنزوري (12 يناير 1933 - 31 مارس 2021)، سياسي مصري، شغل منصب رئيس وزراء مصر سابقًا، كلفه المجلس العسكري الحاكم بتشكيل الحكومة في 25 نوفمبر 2011، وكان قد تولى رئاسة الوزارة قبل ذلك بالفترة من 4 يناير 1996 إلى 5 أكتوبر 1999، صاحب فكرة الخطة العشرينية
التي بدأت في 1983 وانتهت عام 2003، دخلت مصر بعد ثلاث خطط خمسية مرحلة الانطلاق لُقب بوزير الفقراء والوزير المعارض لما ظهر منه في وقت رئاسته الوزراء وعمله الذي اختص برعاية محدودي الدخل.:33

## نشأته
ولد في قرية جروان، مركز الباجور، محافظة المنوفية في 12 يناير 1933، متزوج وله ثلاث بنات، "بنتان خريجتا كلية الهندسة، والأخيرة خريجة كلية الاقتصاد والعلوم السياسية".
تخرج في كلية الزراعة سنة 1957، ثم سافر للولايات المتحدة في بعثة لدراسة الاقتصاد سنة 1963 حصل خلالها على درجة الدكتوراه في الاقتصاد من جامعة ميتشجان الأمريكية سنة 1967.:46

## المسيرة المهنية

### قبل رئاسة الوزراء
شغل منصب محافظ الوادي الجديد ثم محافظ بني سويف قبل أن يدير معهد التخطيط القومي ثم يصبح وزيراً للتخطيط فنائباً لرئيس الوزراء.

### فترة رئاسته للوزراء 1996-1999
بدأ في عهده عدة مشاريع ضخمة بهدف تسيير عجلة الإنتاج والزراعة والتوسع بعيداً عن منطقة وادي النيل المزدحمة، من ضمنها مشروع توشكى الذي يقع في أقصى جنوب مصر، وشرق العوينات، وتوصيل المياه إلى سيناء عبر ترعة السلام، ومشروع غرب خليج السويس بالإضافة إلى الخط الثاني لمترو الأنفاق بين شبرا الخيمة (بالقليوبية) والمنيب (بالجيزة) مروراً بمحافظة القاهرة للحد من الازدحام المروري بمحافظات القاهرة الكبرى.

كما أقر مجموعة من القوانين والخطوات الجريئة منها قانون الاستئجار الجديد كما ساهم في تحسين علاقة مصر بصندوق النقد الدولي وكذلك بالبنك الدولي. كما شهد في عصره تعثر بنك الاعتماد والتجارة فتدخلت الحكومة لحل الأزمة وتم ضم البنك إلى بنك مصر.

### 1999-2011
اعتزل الجنزوري العمل السياسي بعد خروجه من رئاسة الوزراء، وصرَّح في لقاء تلفزيوني في برنامج العاشرة مساء في فبراير 2011 (عقب ثورة 25 يناير) أن نظام مبارك ضيَّق عليه وحاصره إعلامياً بعد مغادرته رئاسة الوزراء حتى أنه لم يتلق ولا مكالمة هاتفية واحدة من أي وزير كان في حكومته.

### فترة رئاسته للوزراء 2011 - 2012
رشحه المجلس الأعلي للقوات المسلحة منذ ثورة 25 يناير برئاسة المشير طنطاوي لرئاسة الوزراء، وكلّفه بتشكيل الحكومة معلناً أنه سيكون له كافة الصلاحيات، يوم 25-11-2011، جراء مليونية 18-11-2011 «جمعة الفرصة الأخيرة» والتي استقالت بعدها حكومة عصام شرف.
اعترض المتظاهرين وقتها على تعيين الجنزوري كونه من المحسوبين على نظام محمد حسني مبارك. في الأول من فبراير 2012 وقعت مذبحة استاد بورسعيد التي راح ضحيتها ما يزيد عن 73 فرداً وعشرات المصابين بعد اعتداء مسلحين بالأسلحة البيضاء على مشجعي النادى الأهلي، فاتخذ الجنزوري قراراً بإقالة محافظ بورسعيد وإقالة كل من مدير أمن بورسعيد ومدير مباحث بورسعيد.
كذلك أثيرت في عهده ما يُعرف بقضية التمويل الأجنبي.

### التدرج في المناصب
- شغل منصب عضو مجلس إدارة أكاديمية السادات للعلوم الإدارية.
- شغل منصب عضو مجلس إدارة أكاديمية البحث العلمي والتكنولوجيا.
- شغل منصب مستشار اقتصادي بالمصرف العربي للتنمية الاقتصادية في إفريقيا.
- شغل منصب عضو هيئة مستشاري رئيس الجمهورية.
- شغل منصب عضو المجالس القومية المتخصصة للإنتاج والتعليم والخدمات.
- قام بالتدريس في الجامعات المصرية ومعاهد التدريب.
- أستاذ بمعهد التخطيط القومي (1973).
- وكيل وزارة التخطيط (1974 - 1975).
- محافظ الوادي الجديد (1976).
- محافظ بني سويف (1977).
- مدير معهد التخطيط القومي (1977).
- وزير التخطيط (1982).
- وزيراً لوزارة التخطيط والتعاون الدولي (يونيو 1984).
- نائب رئيس مجلس الوزراء ووزير التخطيط والتعاون الدولي (أغسطس 1986).
- نائب رئيس مجلس الوزراء ووزير التخطيط والتعاون الدولي (نوفمبر 1987).
- رئيس مجلس الوزراء (يناير 1996 - أكتوبر 1999).
- رئيس مجلس الوزراء (نوفمبر 2011 - يوليو 2012).
- مستشار رئيس الجمهورية محمد مرسي (2 أغسطس 2012)
- مستشار رئيس الجمهورية عدلي منصور (16 يوليو 2013).[21]

## وفاته
توفي يوم الأربعاء 31 مارس 2021 ميلاديًّا، الموافق 18 شعبان 1442 هجريًّا، في مستشفى القوات الجوية بالتجمع الخامس في العاصمة المصرية القاهرة عن عمر ناهز 88 عامًا بعد معاناة مع المرض.